# Зиланлы
Зиланлы (азерб. Zilanlı) — село в Губадлинском районе Азербайджана.
Расположено на левом берегу реки Акера в месте впадения реки Баргушад.

## История
В ходе Первой карабахской войны в 1993 году село перешло под контроль армянских вооружённых сил.
Вооружённые силы Азербайджана восстановили контроль над селом 23 октября 2020 года.

## Топонимика
Ойконим связан с названием курдоязычного племени зилан. После русско-персидской войны (1826—1828) жители Зилана переселились из Ирана в Азербайджан. Источники XIX века свидетельствуют о том, что жители Зилана пришли в Азербайджан под руководством Гусейн хана Зиланлма и основали ряд поселений.

## Население
Согласно переписи населения 1886 года, население состояло из 161 курдов-мусульман (93 мужчины, 68 женщин) проживавших в 38 домах в селе Зиланлы, входившем в состав курдского сельского общества Махризли Джебраильского уезда Елизаветпольской области.